# レーニン勲章
レーニン勲章 （レーニンくんしょう、ロシア語: Орден Ленина）は、 十月革命の指導者のウラジーミル・レーニンにちなんで名付けられ、1930年4月6日にソビエト連邦中央執行委員会によって設立されたソビエト連邦の勲章。以下の条件を満たした者に授与された：
- 国家への優れた奉仕
- 軍隊での模範的な功績
- 人民間での友好と連帯の推進によって平和を強固にした者
- ソビエト国家と社会への称賛に値する功労者

1944年から1957年には、特定の期間だけ軍務を行っていた者に対し勲章を記章扱いして授与させることが多くなり、レーニン勲章も例に漏れず軍務が25年に達した者への褒章として使用されていた。
「ソビエト連邦英雄」と「社会主義労働英雄」の受章者には同時に授与された。また、都市、企業、工場、地域、軍部隊や船舶にも授与された。これら勲章を授与された様々な、会社、工場、教育機関、軍部隊などは正式名称にレーニン勲章の名を付与させていた。
日本では「社会主義のノーベル賞」と呼ばれていたが、実際は上記のとおり人物以外にも授与されていた。

## デザイン
最初のレーニン勲章のデザインはイヴァーン・ドゥバーソフのスケッチを元に、ピョートル・タョーズヌィとイヴァーン・シャドルが彫刻した。これはゴズナク造幣局によって、銀にいくつかの軽い金メッキがあるものが作られた。この型は丸いバッジで中央の円盤にはウラジーミル・レーニンの横顔があり、周りに煙突、トラクター、建物、おそらく発電所が配置されていた。薄赤エナメルの縁と円状の小麦の穂が中央の円盤を取り囲んでいた。上部には金メッキの「鎌と槌」のエンブレムがあり、下部にはキリル文字でソ連のイニシャルである「СССР」が赤いエナメルで施されていた。このデザインのレーニン勲章はわずかに約800個しか鋳造されず、1930年から1932年の間にのみ授与された。
2代目のデザインの物は1934年から1936年に授与された。これはエナメルの円盤にレーニンの肖像画が施されていた、硬い金バッジだった。円盤の周りには2本の金色の小麦の穂と、キリル文字で「レーニン」（ЛЕНИН）と書かれた赤旗が配置されている。勲章の左には赤い星があり、下には「鎌と槌」のエンブレムが赤いエナメルで配置されている。
3代目のデザインの物は1936年から1943年に授与された。
4代目のデザインの物は1943年からソ連の最後まで授与された。
バッジは当初リボンなしで左胸に着用した。後に縁が黄色い縞模様の一対の赤いリボンで、メダルのように吊り下げられて着用されていた（下の画像を参照）。略綬も同じデザインである。
レーニンの肖像画の部分は元々リベットの銀品だった。しばらく、それは一片の金バッジに取り込まれていたが、1991年のソ連の崩壊までの別々のプラチナ部分として、ようやく戻った。

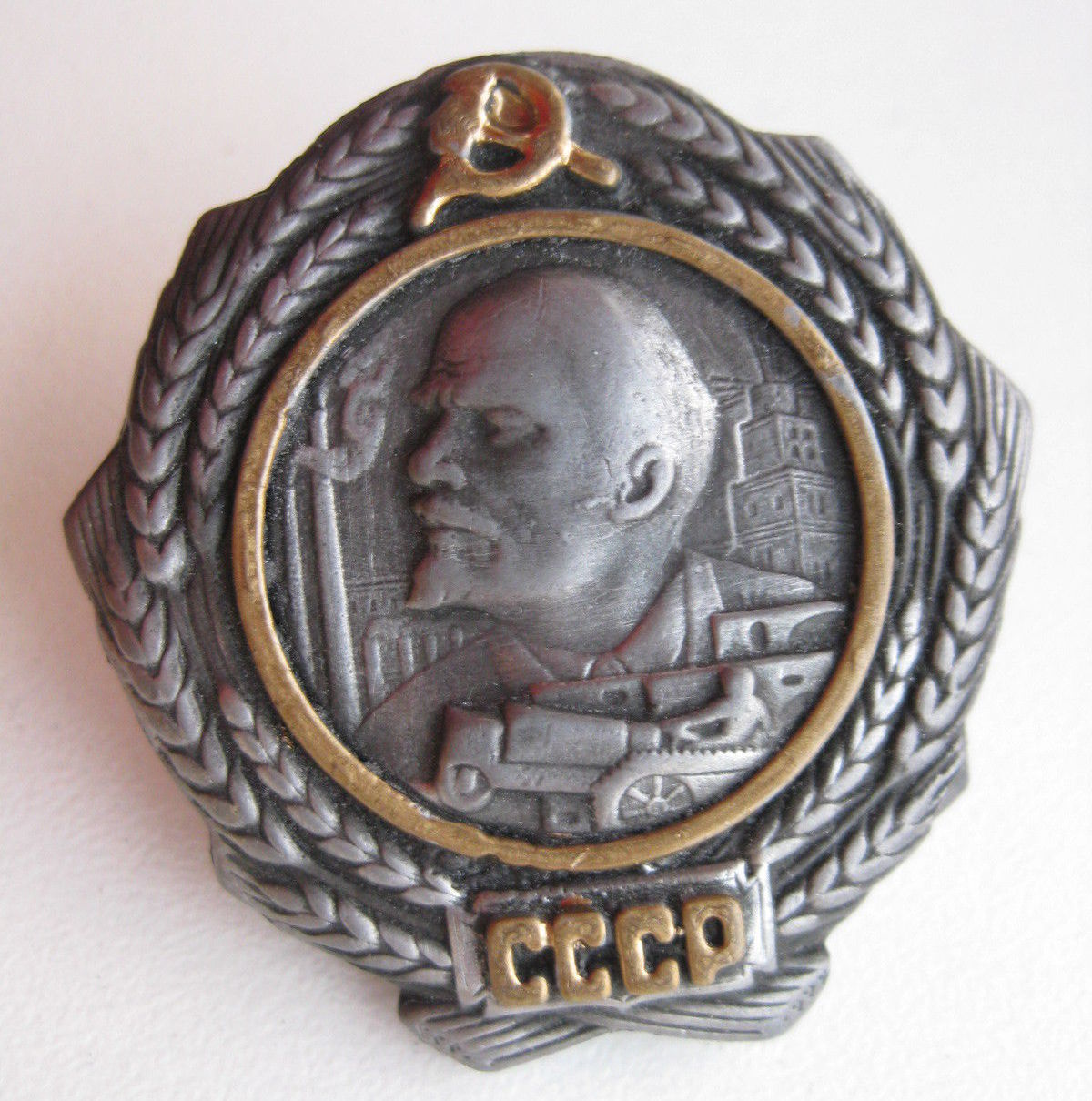
1代目のレーニン勲章
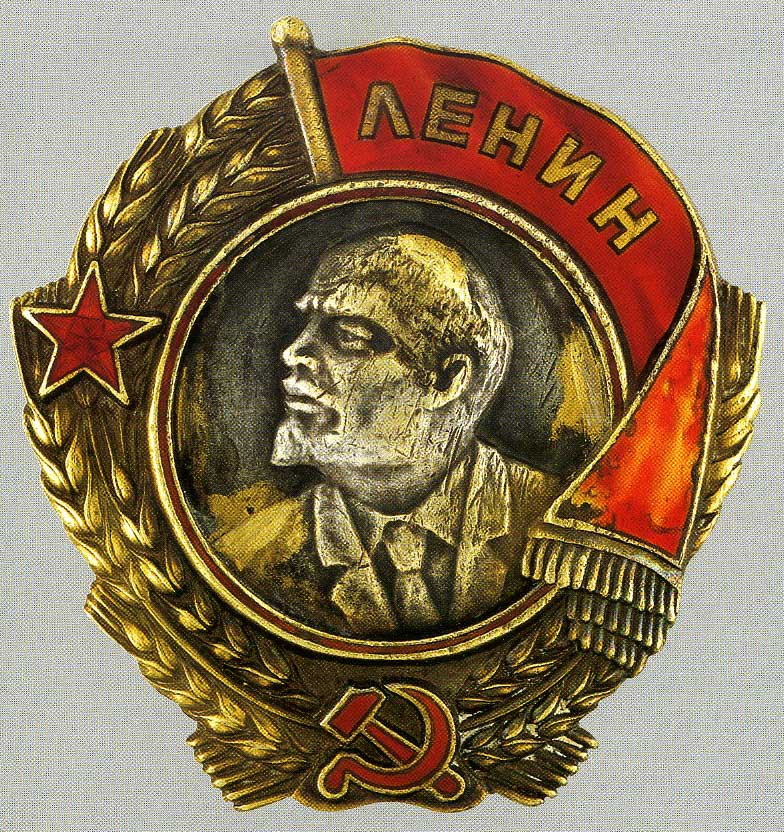
2代目のレーニン勲章
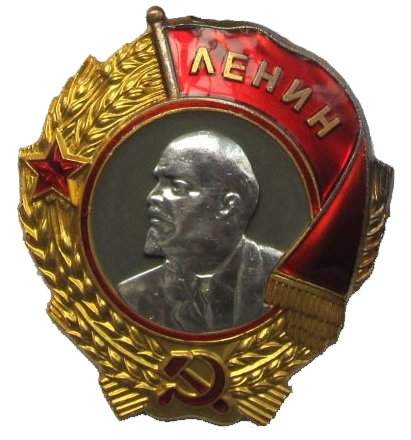
3代目のレーニン勲章
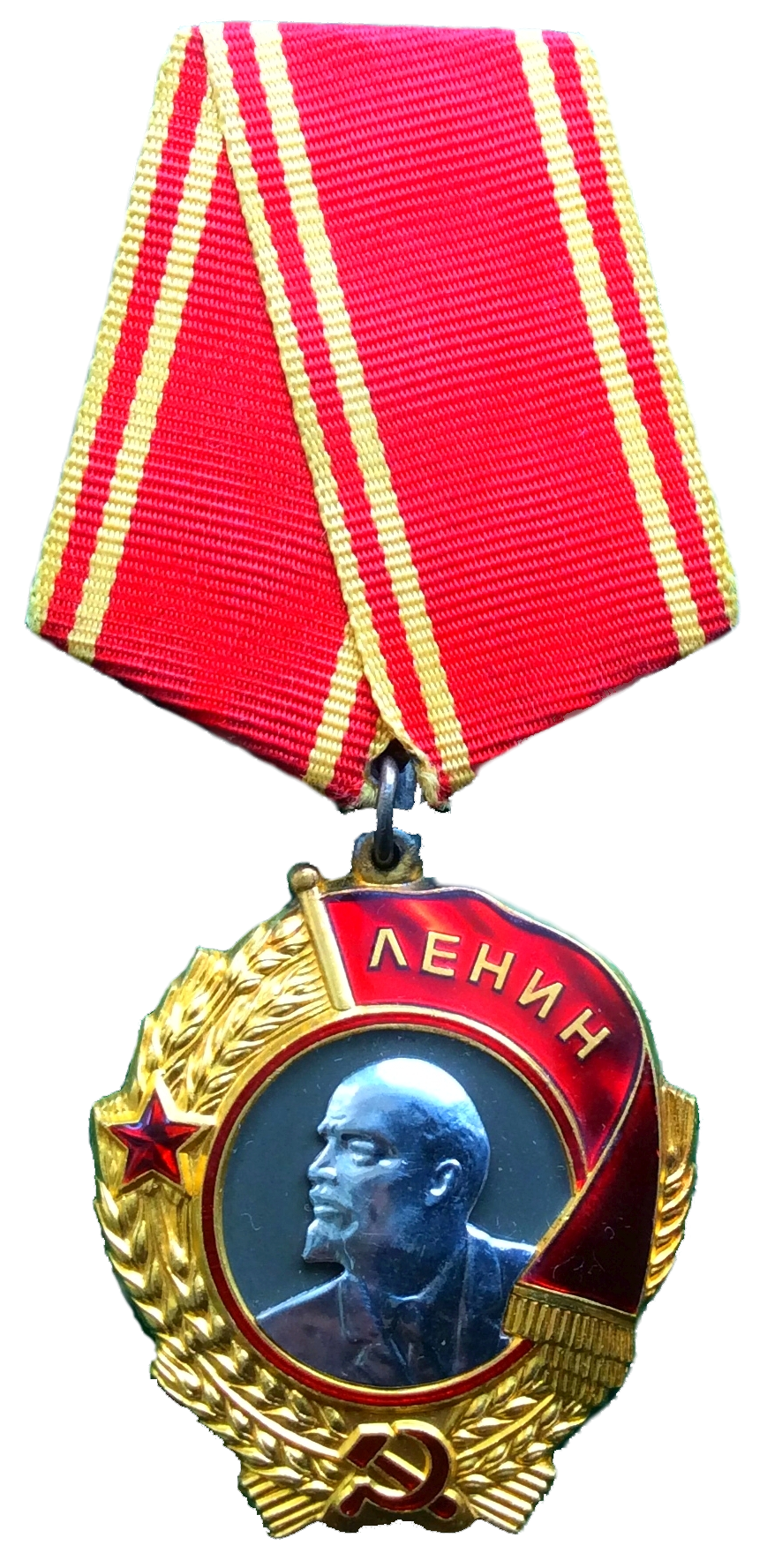
4代目のレーニン勲章

## 受章者
レーニン勲章の最初の受章は、1930年5月23日に新聞紙の「コムソモリスカヤ・プラウダ」に対して授与された。また最初の10個の受章者は、5個が事業会社、3個がパイロット、そしてザカフカース社会主義連邦ソビエト共和国の中央執行委員会議長にもなるアーヴェリ・エヌキージェだった。1936年にパイロットのヴァレリー・チカロフが最初に二度受章した人物になった。1939年にはパイロットのウラジーミル・コキナキが最初に三度受章した人物となった。
最初に五度受章した人物は、1931年から1934年にソ連の工業と農業の復興に貢献した外国人のドイツ人と5人のアメリカ人（アメリカ人の内の一人は1932年5月17日に授章したフランク・ブルーノ・ハニー）だった。
1991年12月21日までに、勲章は合計43万1418個が授与された。

### 人物の最授与者
レーニン勲章の最多受賞記録は長年に渡って外国貿易大臣を務めていたニコライ・パトーリチェフが保持しており、12回受章した（11回説もある）。その他、多数の受賞者は以下のとおり。
- 11回：
  - ドミトリー・ウスチノフ：1976年から1984年の国防相。
- 10回：
  - シャラフ・ラシドフ：1959年から1983年のウズベク・ソビエト社会主義共和国の第一書記。
  - エフィム・スラーフスキー（ロシア語版）：1957年から1986年のソ連機関機械建築産業省（英語版）長。（原子力産業を担当する秘匿名称を使用している省）
  - アレクサンドル・ヤコヴレフ：航空機設計者。
- 9回：
  - ピョートル・ジェメンティエフ（ロシア語版）：1953年から1977年の航空産業大臣
  - ヴァシーリー・リャービコフ（ロシア語版）：防衛産業関係者、最初のスプートニク計画の（セルゲイ・コロリョフとの）共同責任者。
  - ニコライ・セミョーノフ：1956年のノーベル化学賞を受賞した化学者。
  - アナトーリー・アレクサーンドロフ（英語版）：1975年から1986年のソ連科学アカデミー総裁 。
  - ワシーリー・チュイコフ：第二次世界大戦次の司令官。
  - イヴァーン・パパーニン（英語版）：極地探検家。
- 8回：
  - レオニード・ブレジネフ：ソビエト連邦共産党書記長。

### 著名な組織や地域
- ソビエト連邦構成全15共和国
- コムソモール：共産党の青年団
- ロモ：レニングラード光学機械株式会社
- ジル：自動車メーカー
- モスクワ州
- コムソモリスカヤ・プラウダ：新聞社
- プラウダ：新聞社
- モスクワ市、ドネツク市、エカテリンブルク市。
- 第62軍：スターリングラードを防衛した部隊。

### 著名な受章者
- アルヴァロ・クニャル：ポルトガルの政治家および作家（エスタド・ノヴォのファシスト独裁政権の打倒に尽力として授章）
- セルゲイ・アファナーシェフ（英語版）：ソ連の「宇宙大臣」（7回授与）
- ワレリー・ボルゾフ：ソビエト・ウクライナの短距離走者。
- フィデル・カストロ：キューバの指導者。
- セルゲイ・エイゼンシュテイン：映画監督
- ムハンマド・ファーリス：シリアの宇宙飛行士（1987年7月30日授章）
- ユーリイ・ガガーリン：宇宙飛行士（宇宙に到達した最初の人類）
- イズライル・ゲルファント：ソ連の数学者（3回授章）
- オットー・グローテヴォール：ドイツ民主共和国（東ドイツ）の初代首相
- アーマンド・ハマー：アメリカ合衆国の実業家、慈善家
- エーリッヒ・ホーネッカー：東欧革命で失脚した東ドイツの最高指導者
- セルゲイ・イリューシン：ソ連のパイロット及び航空機設計者（8回授与）
- ヴォイチェフ・ヤルゼルスキ：ポーランド人民共和国の最後の国家評議会議長
- ミハイル・カラシニコフ：AK-47突撃銃設計者。（3回授与）
- ニキータ・フルシチョフ：ソビエト連邦共産党第一書記
- イーゴリ・クルチャトフ：科学者、ソ連の原子爆弾開発（英語版）の責任者（5回授与）
- ヤンカ・クパーラ：作家、詩人。
- ウラジーミル・コマロフ：宇宙飛行士、宇宙任務で死亡した最初の人類（2回授与）
- ウラジーミル・コノヴァーロフ（英語版）：副司令官、提督（3回授与）
- ルイージ・ロンゴ（英語版）：イタリア共産党書記長
- ネルソン・マンデラ：南アフリカの指導者
- ボリス・ミハイロフ：1970年代から1980年代のソ連のアイスホッケーチームのキャプテン
- アレクサンドル・モロゾフ：T-64戦車設計者
- エレナ・ムヒナ：体操選手
- ラフモン・ナビエフ：タジキスタン共産党中央委員会第一書記、タジキスタン共和国初代大統領
- ガマール・アブドゥル＝ナーセル：エジプト大統領
- ルドルフ・アベル：ソ連のスパイ
- フョードル・アフラプコフ：第二次世界大戦の狙撃手
- ニコラーイ・オストロフスキー：ソ連の作家
- リュドミラ・パヴリチェンコ：第二次世界大戦の狙撃手
- キム・フィルビー：イギリスとソ連の二重スパイ
- コンスタンチン・ロコソフスキー： 第二次世界大戦のソビエト連邦元帥（7回授与）
- アルノルド・リューテル：エストニア第3代大統領
- ドミートリイ・ショスタコーヴィチ：ソ連の作曲家（3回授与）
- セミョーン・チモシェンコ：第二次世界大戦の将軍（5回授与）
- ヨシップ・ブロズ・チトー：1945年から1980年のユーゴスラビア大統領[5]
- ゲルマン・チトフ：宇宙飛行士（2回授与）
- ウラディスラフ・トレチャク：ソ連のアイスホッケー選手（ゴールテンダー）
- アレクサンドル・ヴァシレフスキー：ソ連の元帥（8回授与）
- ファム・トゥアン：ベトナム初の宇宙飛行士
- クリメント・ヴォロシーロフ：ソビエト連邦元帥
- レフ・ヤシン：ソ連のサッカー選手（ゴールキーパー）
- ヴァシリ・ザイツェフ：スターリングラードの戦いで活躍したソ連の狙撃手
- ヤーコフ・ゼルドビッチ：ソ連の物理学者
- ゲオルギー・ジューコフ：ソビエト連邦元帥
- リュドミラ・ズィキナ：フォークシンガー
- ヨシフ・スターリン：1949年
- アナトリー・カルポフ：チェス世界チャンピオン
- ヴァシーリー・ブロヒーン（英語版）：ソ連の死刑執行人
- アレクサンドル・ミン：在ソ朝鮮人唯一のソ連邦英雄
- ミハイル・セルゲーヴィッチ・ゴルバチョフ：ソ連大統領
- エフゲニー・フョードロフ：地球物理学者・科学行政家
- エミール・ギレリス：ピアニスト
- ニコライ・クズネツォフ：諜報部員。2回授与
- ドロレス・イバルリ：スペイン共産党の政治家
- アレクサンドル・ポスクレビシェフ：スターリンの個人秘書。4回授与

## 架空の受章者
ジェームズ・ボンドは映画「007 美しき獲物たち」内でレーニン勲章を授与されており、作中の設定では最初の外国人受章者とされている。なお実際の最初の外国人受章者はルイージ・ロンゴである。
IPC出版物のバトル・ピクチャー・ウィークリーのキャラクター「ジョニー・レッド」は、ドイツのエース・パイロットに狙われた政治委員を助け出しレーニン勲章を授与された。
映画「インディ・ジョーンズ/クリスタル・スカルの王国」では、インディの宿敵イリーナ・スパルコ大佐はレーニン勲章を3回授与されている。
ゲーム「シンギュラリティ」ではヴィクトール・バリソフが架空の成分であるエレメント99の調査をした働きによりレーニン勲章を授与されている。
2004年に発売されたコンピュータゲーム「メタルギアソリッド3」に登場する兵器開発者のアレクサンドル・レオノヴィッチ・グラーニンは、R-17の発射台部分などの開発を含めた多様な発明により、レーニン勲章が授与された。なお、グラーニンは後にメタルギアとなる二足歩行戦車の原案を考案している。
このほか、映画「レッド・オクトーバーを追え!」内で、艦長のマルコ・ラミウス大佐（ショーン・コネリー）が潜水艦を自沈させると告げた際、軍医のエフゲニー・ペトロフ（ティム・カリー）が「あなたにはレーニン勲章が贈られるでしょう」と返すシーンがあるが、劇中では実際に授与されたかは定かではない。